# Ammothereva laticornis
Ammothereva laticornis är en tvåvingeart som först beskrevs av Friedrich Hermann Loew 1856.  Ammothereva laticornis ingår i släktet Ammothereva och familjen stilettflugor. Inga underarter finns listade i Catalogue of Life.